# (693) Zerbinetta
Pour les articles homonymes, voir Zerbinetta.
(693) Zerbinetta est un astéroïde de la ceinture principale découvert le 21 septembre 1909 par l'astronome allemand August Kopff à Heidelberg. Sa désignation provisoire était 1909 HN.
L’astéroïde a été nommé d’après un personnage de l’opéra Ariadne à Naxos de Richard Strauss.